# Kim Jeong-hui

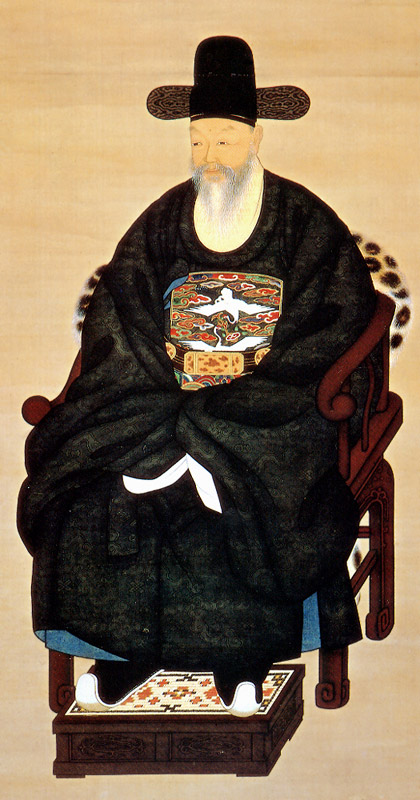
Kim Jeong-hui
Hangul - 김정희

Kim Jeong-hui (1786-1856), fue uno de los artistas más célebres de la caligrafía, epigrafistas, y estudiosos de la dinastía Joseon de Corea. Él era un miembro del clan de Gyeongju Kim. Utilizó varios seudónimos: Wandang (阮 堂), Chusa (秋 史), Yedang (禮堂), Siam (詩 庵), Gwapa (果 坡), Nogwa (老 果) etc (unos 200 en todos). Es especialmente famoso por haber transformado la epigrafía de Corea y por haber creado el "Chusa-che" (秋 史 體 estilo de escritura Chusa) inspirado en su estudio de los antiguos epitafios coreanos y chinos. Sus pinturas de tinta, especialmente de orquídeas, son igualmente admiradas.

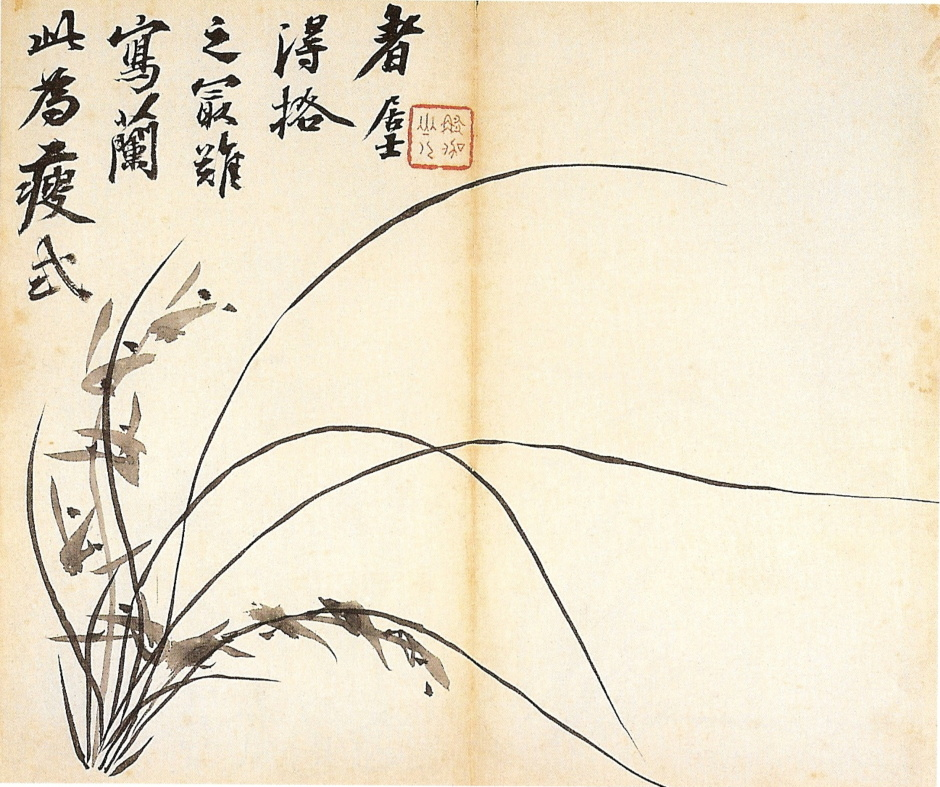
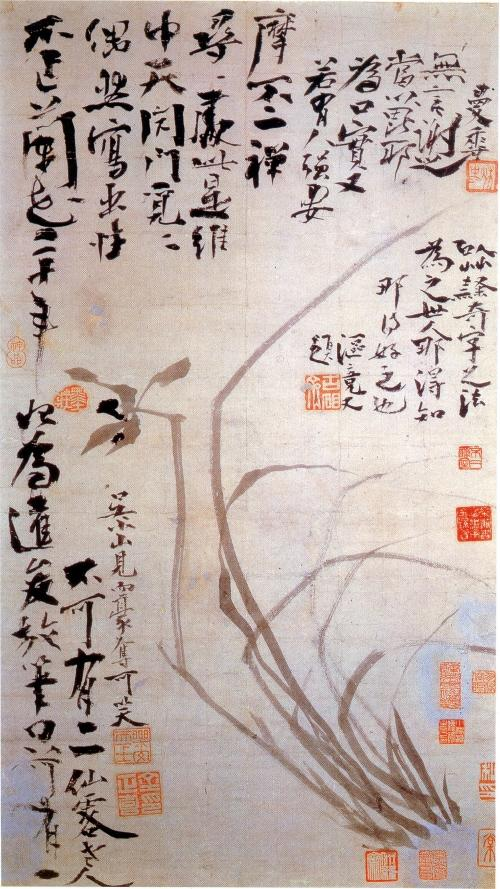

- Wikimedia Commons alberga una categoría multimedia sobre Kim Jeong-hui.